# Fontaine-l'Evêque
Fontaine-l'Evêque é uma cidade e um município da Bélgica localizado no distrito de Charleroi, província de Hainaut, região da Valônia.